# Posągi Buddy w Bamianie

Pusta nisza po wysadzonym posągu

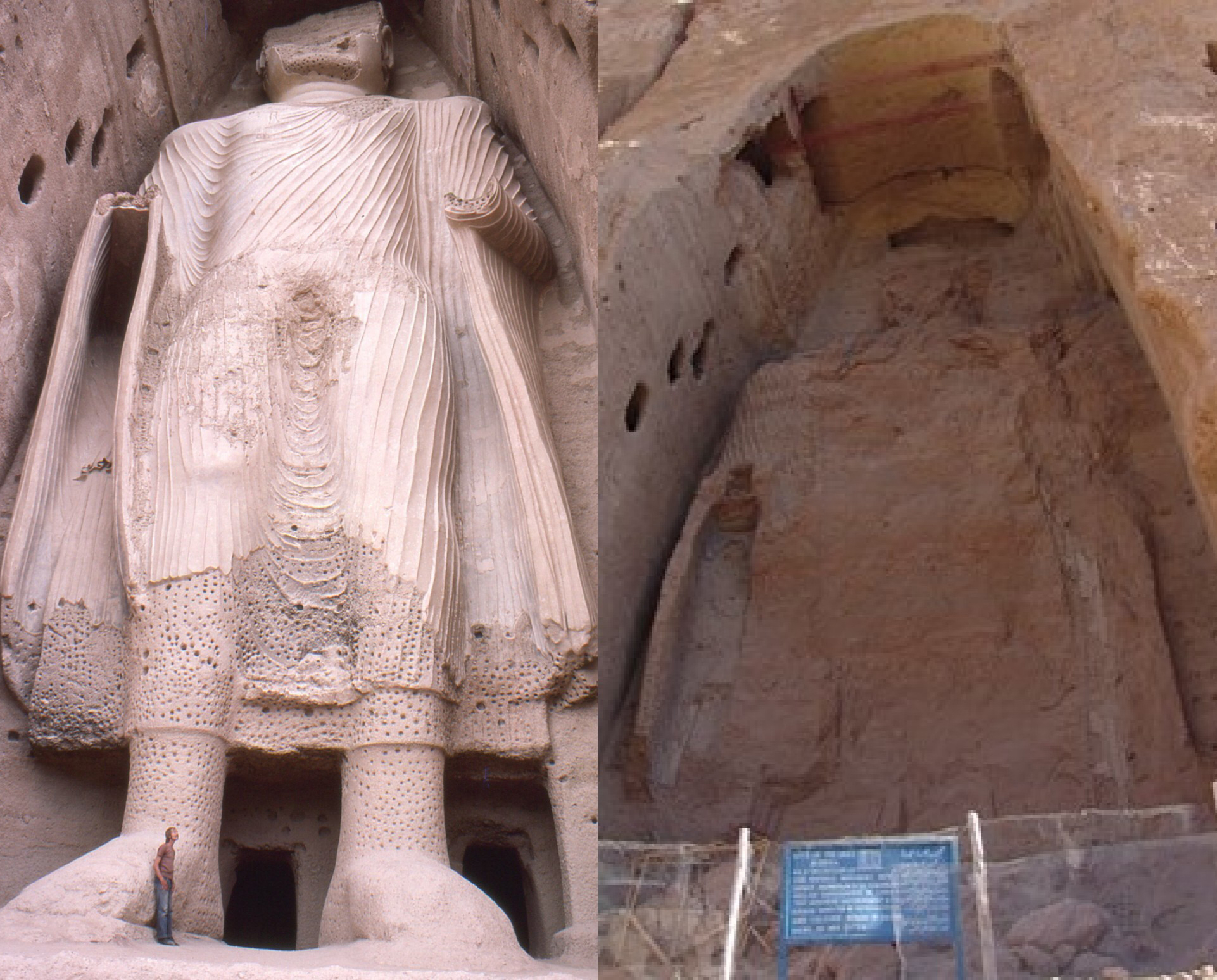
Mniejszy (38m) z posągów Buddy w Bamianie przed i po zniszczeniu

Posągi Buddy w Bamianie – istniejące do 2001 roku posągi, które znajdowały się w środkowym Afganistanie, w prowincji Bamian, niedaleko jezior Band-e Amir. Olbrzymie posągi buddów wydrążyli w VI w. n.e. w północnej ścianie Bamianu buddyjscy mnisi. Wewnątrz figur i we flankującej je skale znajdowały się liczne korytarze, w tym schody wiodące na szczyt głów. Figur tych było pierwotnie pięć i stanowiły one niewątpliwie dzieło rzeźbiarzy indyjskich. W VII n.e. opisał je buddyjski mnich i podróżnik z Chin, Xuanzang. Najwyższa figura miała 55 m i była największym na świecie wyobrażeniem Buddy, najmniejsza – 9 m.

## Zniszczenie posągów
27 lutego 2001 roku przywódca talibów mułła Muhammad Omar wydał dekret nakazujący eliminację wszystkich nieislamskich posągów i sanktuariów w Afganistanie. 2 marca talibowie rozpoczęli swoje zadanie wysadzenia imponujących posągów Buddy w dolinie Bamian. Operacja była prowadzona przeciwko dwóm posągom Buddy – położonemu na wschodzie (o wysokości 38 metrów) oraz na zachodzie o wysokości 55 metrów. Początkowo talibowie rozpoczęli niszczenie posągów za pomocą artylerii, ale kiedy okazało się to nieskuteczne, użyli min i rakiet, aby wysadzić posągi. Operacja trwała około 25 dni i dwa największe posągi Buddy z 554 roku n.e. oraz z 507 roku n.e. zostały zniszczone. Z punktu widzenia ich radykalnej ideologii istnienie tych posągów kłóciło się z głoszonym w islamie zakazem sztuki figuralnej oraz z kategorycznym zakazem innych religii i oddawaniu czci ich symbolom.
Przeciw decyzji zniszczenia zabytków protestowało wiele państw, w tym także muzułmańskich. Nie zapobiegła jej nawet osobista interwencja Kofiego Annana, który 1 marca 2001 roku wysłał swojego osobistego przedstawiciela, Francesca Vendrella, do Kabulu. Vendrell nie uzyskał jednak od talibskiego ministra spraw zagranicznych Ahmada Wakila Mutawakela zapewnienia, że artefakty nie zostaną zniszczone. Zburzenie zabytkowych posągów wywołało falę oburzenia na całym świecie.

## Późniejsze wydarzenia
W 2003 roku krajobraz kulturowy i zabytki archeologiczne w dolinie rzeki Bamian umieszczono na liście światowego dziedzictwa UNESCO. Od czasu tej kulturowej tragedii istnieją plany odtworzenia posągów, taką gotowość wyrażała m.in. Japonia jako kraj po części buddyjski. Jednak zadanie to jest bardzo trudne, zwłaszcza że część odłamków lokalna ludność wykorzystała na materiały budowlane.
W 2005 roku Hiro Yamagata zaproponował odtworzenie posągów za pomocą projekcji laserowej, ale jego projekt nie został zrealizowany. 6 i 7 czerwca 2015 roku za zgodą UNESCO oraz afgańskiego rządu miała miejsce projekcja wizerunków posągów w niszach, w których stały oryginalne figury.
Niewielka replika (wys. 6,5 m) jednego z posągów jest prezentowana w Muzeum – Pracowni Literackiej Arkadego Fiedlera w Puszczykowie koło Poznania na terenie tzw. Ogrodu Tolerancji.